# Pi de les Feixes
El pi de les Feixes és el nom que popularment es dona a un pi roig (Pinus sylvestris) que es troba al terme de Vilamantells (municipi de Guixers, comarca del Solsonès) i que a causa de la seva grandària, ha estat declarat bé patrimonial del municipi de Guixers